# Igrici
Igrici é um município da Hungria, situado no condado de Borsod-Abaúj-Zemplén. Tem 19,47 km² de área e sua população em 2015 foi estimada em 1.221 habitantes.